# Retalia japonica
Retalia japonica là một loài tò vò trong họ Ichneumonidae.